# Boeng Preah
Boeng Preah es una comuna (khum) del distrito de Ba Phnum, en la provincia de Prey Veng, Camboya. En marzo de 2008 tenía una población estimada de 11 332 habitantes.
Se encuentra ubicada al sur del país, a escasa distancia de los ríos Mekong y Bassac, y de la frontera con Vietnam.